# Vilém Lorenc
Vilém Lorenc (21. březen 1905 Praha – 1. duben 1978 Praha) byl český architekt, památkář a urbanista.

## Život
Studoval práva na právnické fakultě Univerzity Karlovy a architekturu na Českém vysokém učení technickém. V letech 1933–1939 byl asistentem Antonína Engela na fakultě architektury. Svou doktorskou práci zpracoval na téma Díla architekta Františka Ignáce Prée.
V roce 1949 byl jedním z iniciátorů založení Státního ústavu pro rekonstrukci památkových měst a objektů (SÚRPMO), který rovněž vedl. Byl autorem odborných publikací z oblasti dějin architektury a urbanismu.
Zemřel roku 1978 v Praze. Byl pohřben na Vinohradském hřbitově.

## Dílo
- LORENC, Vilém; TŘÍSKA, Karel. Krásný Dvůr : státní zámek a okolí. 1. vyd. Praha: Státní tělovýchovné nakladatelství, 1954. 22 s.
- LORENC, Vilém. Nové Město pražské. 1. vyd. Praha: SNTL, 1973. 204 s.
  - vyšlo také německy: LORENC, Vilém. Das Prag Karls IV : die Prager Neustadt. Překlad Peter Zieschang. Stuttgart: Deutsche Verlags-Anstalt, 1982. 207 s. ISBN 3-421-02576-2. (německy)
- LORENC, Vilém; TŘÍSKA, Karel. Černínský palác v Praze. Ilustrace Vladimír Uher. 1. vyd. Praha: Panorama, 1980. 286 s.